# Fels (Luxemburg)

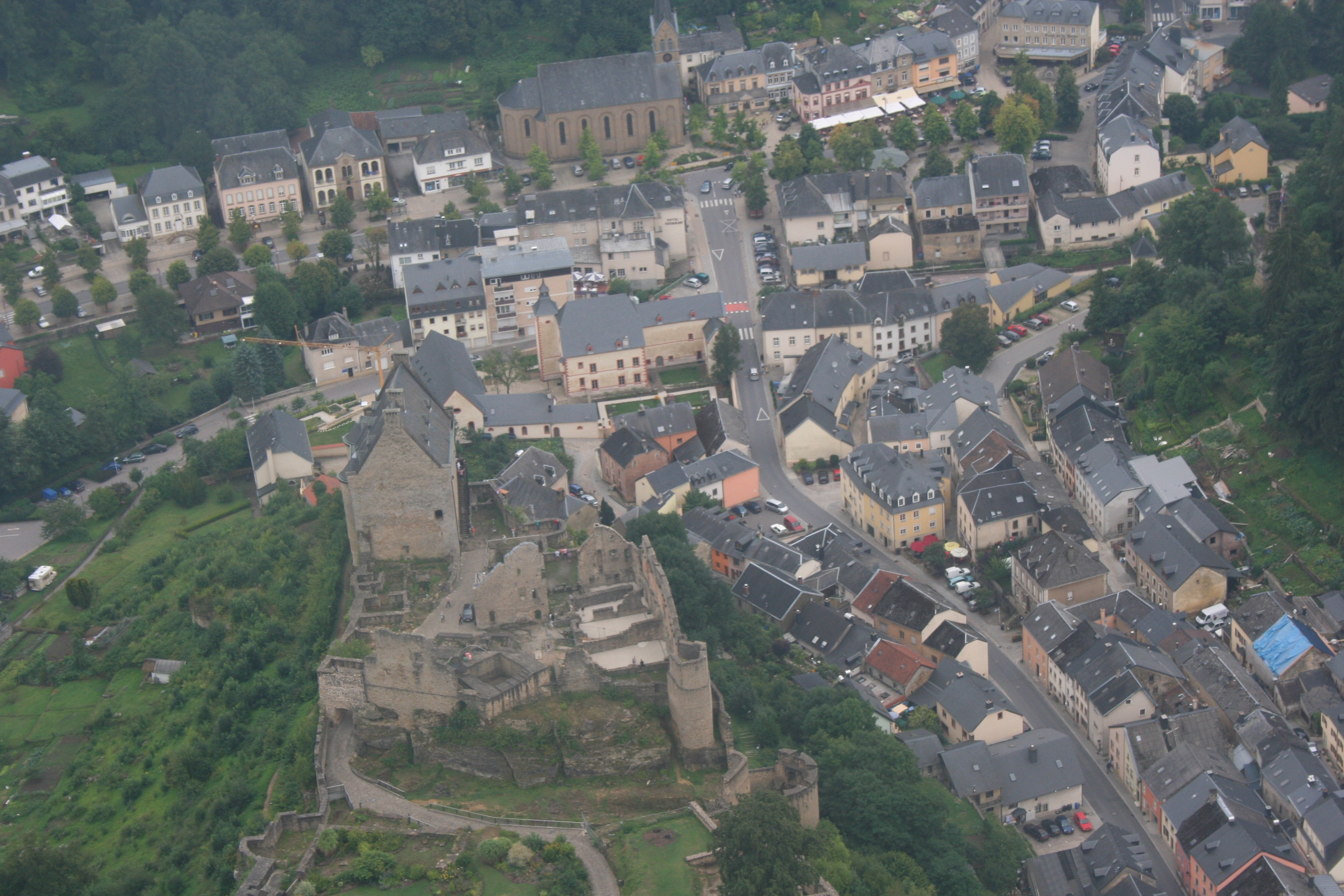
Larochette

Fels (luxemburgisch Fielsⓘ, französisch Larochette) ist eine Gemeinde im Großherzogtum Luxemburg und gehört zum Kanton Mersch. Der Name stammt von dem Felsen ab, auf dem die Burg Fels gebaut wurde. Mit einem Ausländeranteil von 63,7 Prozent im Jahr 2007 gilt Fels als die Gemeinde mit dem höchsten Ausländeranteil Luxemburgs.

## Geographische Lage
Die Gemeinde gehört zum Gebiet der Luxemburger Schweiz (auch bekannt als das Müllertal).

## Zusammensetzung der Gemeinde
Die Gemeinde besteht aus den Ortschaften:
- Ernzen
- Fels
- Meysemburg

Von den 2152 Einwohnern im Jahr 2019 hatten 58,3 % keinen luxemburgischen Pass. Bedeutend war vor allem der Anteil an Portugiesen, die im Jahr 2018 44,1 % der Einwohner stellten. Noch größer war der Ausländeranteil nur in der Stadt Luxemburg (70,8 %) und Strassen (62,3 %).

## Geschichte
Besiedelt wurde Fels wahrscheinlich bereits in keltischer Zeit. Auf dem Elsbeth-Plateau wurde etwa in der Mitte des 11. Jahrhunderts eine Fliehburg errichtet, die sich ab Mitte des 14. Jahrhunderts zu einer Wohnburg wandelte. Um 1565 wurde die Burganlage zerstört und trotz der Versuche einiger Burgherren nicht wiederaufgebaut. Eine Befestigungsmauer sicherte ab dem 14. Jahrhundert den Ort nach Westen und nach Osten zur Ernz ab. An der niedrigsten Stelle war diese Mauer 15 Meter hoch. Die westliche Mauer begann etwa in der Verlängerung der nördlichen Befestigungsmauer der Burg und lief von dort ins Tal. An der Stelle, wo sie auf die heutige Merscher Straße stieß, regelte ein Tor den Zugang zum Ort. Auf der östlichen Ortsseite begann die Mauer am Wachturm, dem heutigen Verlorenkost, und zog sich bis zur Ernz hinunter. Gegenüber der heutigen Brücke an der Merscher Straße lag das untere Torhaus mit zwei hohen, zinnenbekrönten Türmen. Bis 1810 kennzeichnete die Mauer die Grenzen des Orts. Mitte des 19. Jahrhunderts entwickelte der Ort seinen neuen Ortsmittelpunkt an der Place Bleech. Nachdem sich der Kirchturm der mittelalterlichen St.-Nikolaus-Kirche nach einem Unwetter 1824 zur Seite geneigt hatte, wurde an der Place Bleech 1858 die neue St.-Donatus-Kirche vom luxemburgischen Staatsarchitekten Karl Arendt entworfen und zwischen 1860 und 1863 ausgeführt. Am 24. Juni 1865 verbrannten die Reste der alten St.-Nikolaus-Kirche und 70 Häuser. Für die Opfer wurden im ganzen Land Spenden gesammelt.

## Persönlichkeiten in Fels
- Victor Hugo besuchte die Gemeinde am 26. August 1862, 24. August 1864 und 16. Juli 1871.[12] Er war mit dem damaligen Bürgermeister Jean Knaff befreundet.
- General Patton hatte für kurze Zeit sein Hauptquartier im Grand-Hotel de la Poste im Ort.
- Jean-Baptist Zinnen war der Direktor und Mitgründer der philharmonischen Gesellschaft in Fels.
- Michel Rodange war ein national bekannter Dichter und lebte von 1869 bis 1876 in Fels. Die Hintere Gasse wurde in Rue Michel Rodange umbenannt.

## Sehenswürdigkeiten

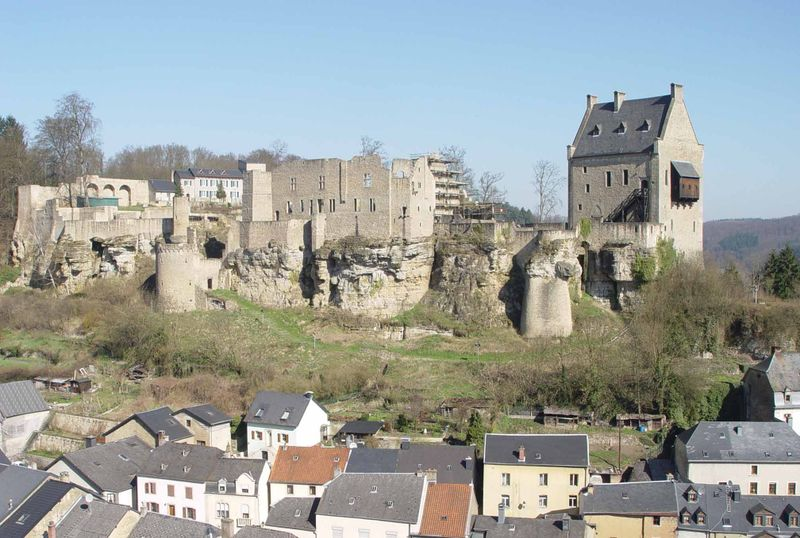
Die Burg Fels

Bekannt ist die Gemeinde für ihre Burg. Die Ruine Homburger und Criechinger Haus kann besichtigt werden. Im Criechinger Haus finden Ausstellungen statt. Ein historischer Fußweg führt von der Rue de Mersch zur Burg.

## Partnergemeinde
- Fels am Wagram, Österreich